# Gómez (Buenos Aires)

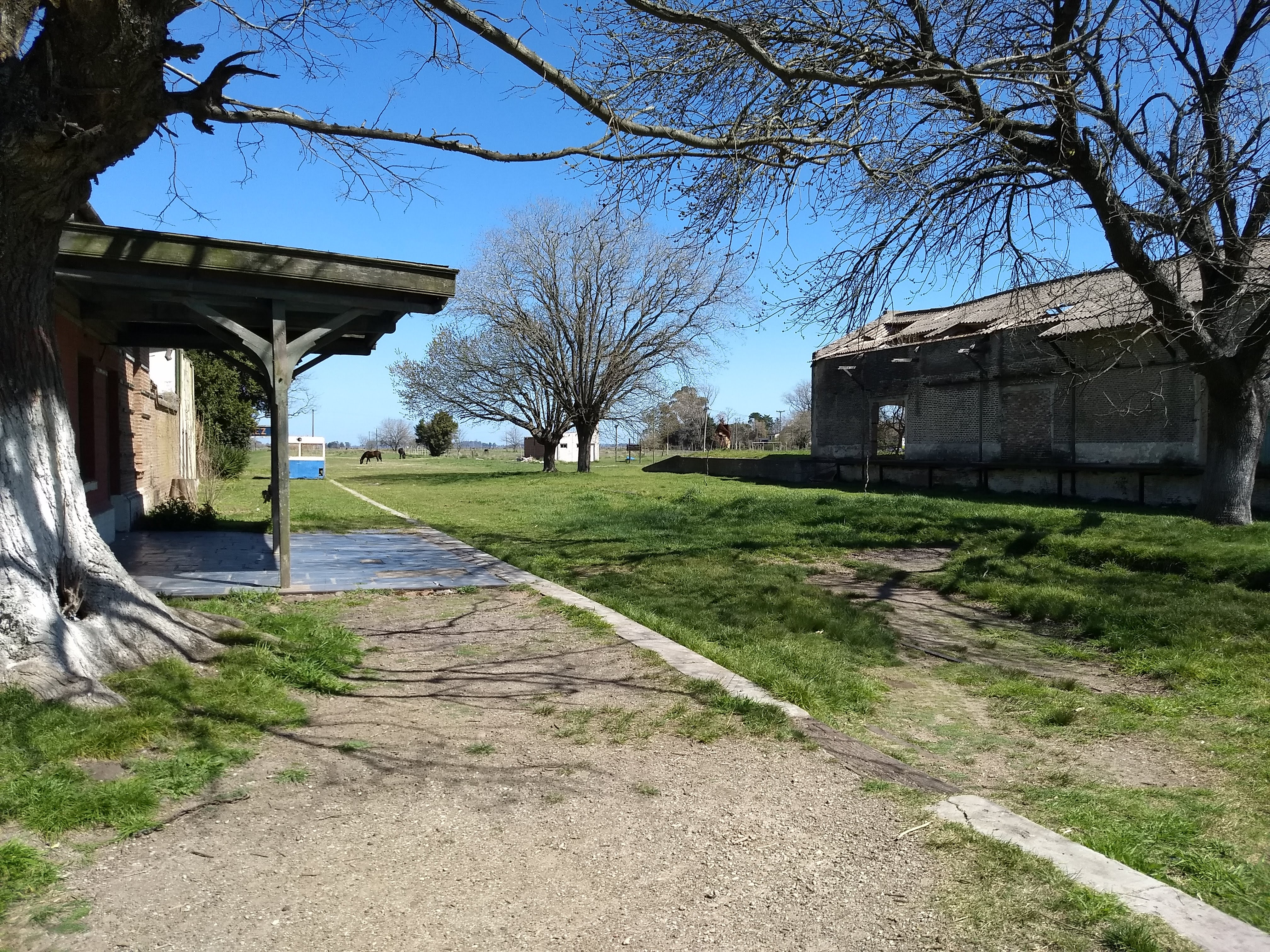
Antigua estación de ferrocarril de Gómez

Gómez es el Cuartel 6° o localidad del partido de Brandsen, provincia de Buenos Aires, Argentina. Gómez se encuentra a 2 km de la Ruta Nacional 215, aproximadamente a la altura del km 27 y a 14 km de la ciudad de Brandsen, cabecera del partido.

## Síntesis histórica
Gran parte de las tierras que conforman la localidad fueron compradas en 1859 por Don Pedro Gómez de la Vega, hijo de un antiguo arrendatario de las tierras de Manuel Obligado.
La provincia de Buenos Aires por medio de su compañía del Ferrocarril Oeste de Buenos Aires instala la estación que unía casi en línea recta la ciudad de Brandsen con La Plata el día 1 de julio de 1883, fecha que se toma como fundacional, donde había construido entonces la única estación ferroviaria, la estación Gómez, en tierras que le expropiara a Pedro Gómez de la Vega.
Antes de 1890 Juan Cesaretti construye un edificio destinado a local comercial y herrería, hoy "La Rosadita". En 1890 Jauregui Lorda construye un edificio destinado a almacén de campo. Ese mismo año el Estado alquila la cocina del Puesto San Norberto de la estancia de Pedro Gómez para instalar allí a la Escuela Primaria N.º 9 de Brandsen, al poco tiempo la traslada y allí comienza a funcionar la Escuela Primaria N.º 7. Un año más tarde fallece Don Pedro y este sector de la estancia queda en poder de su hermano Norberto Gómez de la Vega, quien deshace el contrato para la escuela, entonces se traslada a lo que iba a ser el almacén de Jauregui Lorda.
Inmediato a esta fecha se instala una panadería y una dependencia de la policía. Todo esto se daba en el sector perteneciente al partido de La Plata.  
En 1913 los hermanos Juan y Norberto Narvarte arriendan a Juan Bautista Chabagno, ahora dueño de un sector de campo de la antigua estancia de Pedro Gómez (adquirida a Norberto Gómez) la esquina de la actual calle Trucco y el camino de acceso principal a la estación para instalar el primer boliche dentro del territorio de Brandsen, almacén de campo y lugar de reunión de la peonada, un edificio de chapas y madera. Apenas unos años más tarde construirían la cancha de pelota paleta en el fondo. 
En 1943 el edificio de Cesaretti es adquirido por los hermanos Deluchi instalando allí un almacén de campo, allí funcionaria el primer club social y deportivo. Al poco tiempo los Deluchi administrarían el viejo almacén de los Narvarte y el edificio de Jauregui Lorda. 
En 1947 Juan María Chabagno, propietario de las tierras que eran de su padre y acopiador de leche en un galpón cercano a la estación, inicia los trámites para la creación de un pueblo sobre un costado de las vías ferroviarias. Como parte del plan dona al Estado el terreno para instalar la escuela, y en 1949 comienza a funcionar en el edificio propio.
En marzo de 1950 se realiza la venta de terrenos de lo que Chabagno denominara "Gómez". Luego se sucederían más loteos, dentro y fuera de sus campos.
En 1950 se realizan las primeras misas y comuniones en el galpón de la estación de tren y al poco tiempo se abre la capilla, la cual es dedicada a la Virgen de Lujan.
En 1977 se clausura el ramal ferroviario.

## Fiesta del Guiso de Cordero
Desde 2020 el pueblo de Gómez será sede de la Fiesta provincial del Guiso de Cordero. 

## Población
Cuenta con 362 habitantes (Indec, 2010), lo que representa un incremento del 9 % frente a los 335 habitantes (Indec, 2001) del censo anterior.
| Gráfica de evolución demográfica de Gómez entre 1991 y 2010 |
|                                                             |
| Fuente: Censos nacionales del INDEC                         |

## ¿Gómez, Estación Gómez o Gómez de la Vega?
Esta localidad se llama Gómez y no Estación Gómez, como en muchas ocasiones se la comenzó a denominar últimamente. Por otro lado, Gómez de la Vega es una estación del Ferrocarril Provincial que se encuentra algunos kilómetros al oeste del pueblo.

## Servicios
- Transporte: Colectivo local: la Línea 500 perteneciente a la empresa Santa Rita (con servicios a la ciudad de Brandsen), los micros provinciales: Línea 225- Nueve de Julio sat - (a La Plata), Línea 290- Unión Platense-(La Plata, Brandsen, San Miguel del Monte, Las Flores; pasan por la RP 215 y el acceso)

- Electricidad: El servicio eléctrico se encuentra a cargo de la Cooperativa de Electrificación Rural de Brandsen.
- Internet: El servicio de acceso a internet se encuentra a cargo de Blunet